# Andy Timo

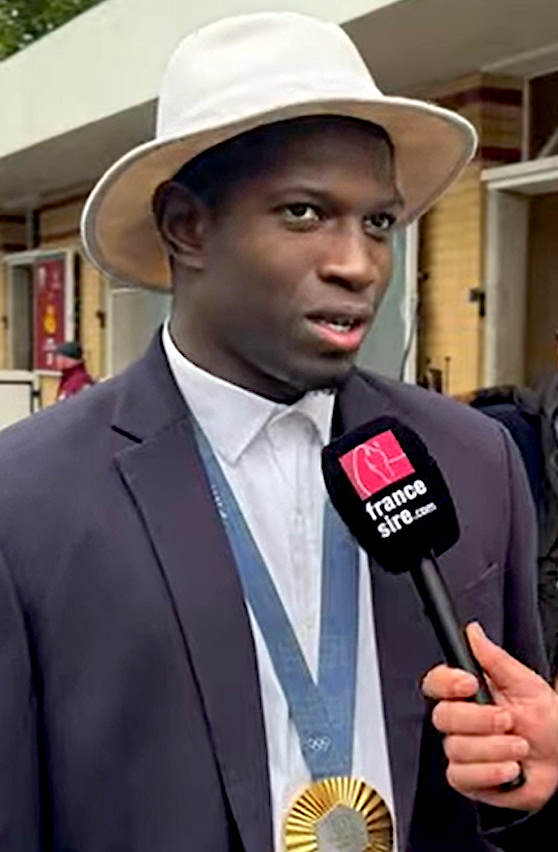
Andy Timo 2024

Andy Timo (28 de maio de 2004) é um jogador de rugby francês, que joga na posição de back.

## Carreira
Durante sua juventude, treinou judô e futebol antes de jogar rugby union na escola. Ele jogou pelo RC Massy, fazendo sua estreia contra o Biarritz em 18 de novembro de 2022 no Pro D2. Ele se juntou ao Stade Français em 2023. Naquele ano, ele fez sua estreia pela seleção francesa de rúgbi sevens no torneio SVNS World Series em Toulouse. Ele jogou pelo time sub-20 da França que venceu o Campeonato Mundial de Rúgbi Sub-20 de 2023.
Ele fez sua estreia pelo Stade Francais em 13 de janeiro de 2024, na Copa dos Campeões de Rugby contra o Leinster Rugby. Ele foi convocado para a equipe do torneio quando a França 7s venceu o USA Sevens de 2024 em Los Angeles em março de 2024, derrotando a Grã-Bretanha na final para sua primeira vitória em um torneio internacional em 19 anos.
Em julho de 2024, foi confirmado na seleção francesa para as Olimpíadas de Paris 2024.